# Antrim GAA
L'Antrim County Board, più conosciuto come Antrim GAA, è uno dei 32 county board irlandesi responsabile della promozione degli sport gaelici nella contea di Antrim e dell'organizzazione dei match della propria rappresentativa. Antrim GAA è usato anche per indicare le franchigie degli sport gaelici della contea con altre contee.
L'Antrim costituisce un unicum sia nel panorama dell'Ulster, dove è l'unica contea dove l'hurling è di gran lunga più popolare del calcio gaelico, sia a livello nazionale dato che è l'unica contea più a nord di Dublino e Galway a giocare ufficialmente nella competizione All-Ireland.

## Hurling
La prima partita di hurling giocata con le regole ufficiali fu disputata nel 1885. Le partite della squadra si tengono sempre a Belfast e le squadre di club dei "Glens" hanno acquisito grande prestigio nazionale per il loro alto livello.
La contea nello sport è anche la più forte della provincia intera ed è anche l'unica ad avere disputato la finale dell'All-Ireland Senior Hurling Championship, tuttavia perdendola sempre. Nel 1943 la sconfitta avvenne per mano di Cork, vanificando un percorso prestigioso che aveva portato la franchigia a battere Galway e Kilkenny. Nel 1989 invece la squadra fu sconfitta da Tipperary. La squadra partecipa tuttora all'Ulster Senior Hurling Championship, dove è dominatrice pressoché incontrastata, ma anche al Leinster Senior Hurling Championship, dal momento che il primo non consente di accedere alla competizione All-Ireland.

### Titoli
- Christy Ring Cup: 1
  - 2006
- All-Ireland Intermediate Hurling Championships: 1
  - 1970
- All-Ireland Junior Hurling Championships: 1
  - 2002
- All-Ireland Vocational Schools Championships:
  - 1971
- National Hurling Leagues: 3
  - 1956 (Div 2)
  - 1970 (Div 2)
  - 2003 (Div 2)
- All-Ireland Senior B Hurling Championships: 3
  - 1978
  - 1981
  - 1982
- Walsh Cup: 1
  - 2008
- Titoli conseguiti nell'Ulster: 136
  - Senior: 50 - 1900-01, 1903–05, 1907, 1909–11, 1913, 1916, 1924–31, 1933–40, 1943–49, 1989–91, 1993–94, 1996, 1998–99, 2002–09, 2010
  - Under 21: 24 - 1964, '65, '66, '67, '70, '72, '73, '74, '76, '78, '79, '80, '81, '82, '88, '89, '91, '92, '94, '95, '96, '98, '99, '00, 2002, '06
  - Minor: 52 - 1931, '33, '35-41, '45-56, '58-66, '69, '70, '86, '87, '88, '92, '93, '95-99, '00, '01, 2002, '03, '04, '05, '06, 2007, 2008, 2009, 2010
  - Junior: 14 - 1950-55, '57, '58, '59, '61, '63, '66, '68, '69
  - Intermediate: 5 - 1966, 67, 69, 70, 73

## Calcio gaelico
Pur non essendo lo sport dominante, il calcio gaelico è comunque molto seguito ed apprezzato nella contea. Peraltro, come nell'hurling, la contea è giunta due volte alla finale della massima competizione nazionale ad inizio XX secolo, precisamente nel 1911 e 1912, perdendo in entrambe le occasioni. 
Nel 1912 tuttavia, visto che non fu possibile organizzare il torneo provinciale, Antrim accedette direttamente all'All-Ireland come detentrice e, a sorpresa, batté Kerry. Il fatto fu sorprendente dal momento che la squadra era arrivata senza le benché minima preparazione atletica e, di conseguenza, il raggiungimento della finale, seppure persa, fu già visto come un eccellente risultato. La squadra del 1946, seppure non vinse nulla più di un Ulster Senior Football Championship è ritenuta una delle più spettacolari di sempre.

### Titoli
- All-Ireland Vocational Schools Championships:
  - 1968
- All-Ireland Under-21 Football Championships: 1
  - 1969
- All-Ireland Senior B Football Championships: 1
  - 1999
- Tommy Murphy Cups: 1
  - 2008
- Oireachtas Cups: 1
  - 1946
- Dr. McKenna Cups: 6
  - 1941, 1942, 1945, 1946, 1966, 1981
- Dr Lagan Cups: 3
  - 1944, 1946, 1948
- Ulster Senior Football Championships: 10
  - 1900, 1901, 1908, 1909, 1910, 1911, 1912, 1913, 1946, 1951